# Контрерас, Хуан
Хуан Контрерас (исп. Juan Contreras y San Román; 1807, Пиза, — 1881) — испанский генерал.
Во время гражданской войны с отличием сражался в рядах приверженцев королевы Христины. В 1849 году был произведён в фельдмаршалы. С 1866 года Контрерас стал принимать участие в заговорах против королевы Изабеллы. После отречения короля Амадея примкнул к партии республиканцев-федералистов; когда Мурсия объявила себя независимой в апреле 1873 года, Контрерас был избран президентом революционного правительства в Картахене, откуда предпринимал набеги на различные портовые города. В конце 1873 года Картахена сдалась, а Контрерас бежал в Алжир.